# Cormicy

Cormicy este o comună în departamentul Marne, Franța. În 2009 avea o populație de 1,415 de locuitori.